# تپه درگه خلیفه قلی
تپه درگهٔ خلیفه قلی مربوط به دوره عیلامیان - دوره اشکانیان - سده‌های اولیه دوران‌های تاریخی پس از اسلام است و در شهرستان کرمانشاه، بخش ماهیدشت، دهستان ماهیدشت، پیرامون روستای متروکهٔ درگه خلیفه قلی واقع شده و این اثر در تاریخ ۷ اسفند ۱۳۸۶ با شمارهٔ ثبت ۲۱۷۳۱ به‌عنوان یکی از آثار ملی ایران به ثبت رسیده است.